# Ustra Peak
Der Ustra Peak (englisch; bulgarisch връх Устра wrach Ustra) ist ein 195 m hoher und felsiger Berg auf der Livingston-Insel im Archipel der Südlichen Shetlandinseln. Er ragt 2 km westlich des Krakra Bluff und 1,8 km nordnordöstlich des Hannah Point südöstlich der Mündung des Werila-Gletschers in die Walker Bay auf.
Britische Wissenschaftler kartierten ihn 1968. Die bulgarische Kommission für Antarktische Geographische Namen benannte ihn 2005 nach der mittelalterlichen Festung Ustra in den östlichen bulgarischen Rhodopen.